# Cung Trường Lạc
Cung Trường Lạc, là một trong các cung điện chính của thành Trường An Nhà Hán. Cung Trường Lạc tọa lạc ở phía đông nam của thành Trường An. Cung điện này còn được gọi là "Đông Cung" vì nó nằm ở phía đông của Cung Vị Ương. Cung Trường Lạc đã bắt đầu được xây dựng vào Hán Cao Đế năm thứ 5(năm 202 TCN) và đã được hoàn tất vào Hán Cao Đế năm thứ 7 (năm 200 TNC). Sau khi Lã Hậu cầm quyền, nơi này trở thành nơi ở dành riêng cho thái hậu. Vào năm Canh Thủy thứ ba (năm 25), quân đội khởi nghĩa Xích Mi tấn công vào thành Trường An, Cung Trường Lạc bị thiêu hủy. Hiện tại, di chỉ Cung Trường Lạc nằm ở địa phận quận Vị Ương, thành phố Tây An, tỉnh Thiểm Tây, Cộng hòa Nhân dân Trung Hoa. Năm 1961, di chỉ thành Trường An Nhà Hán được công nhận là di sản văn hóa quốc gia, trong đó bao gồm Cung Trường Lạc.

## Lịch sử

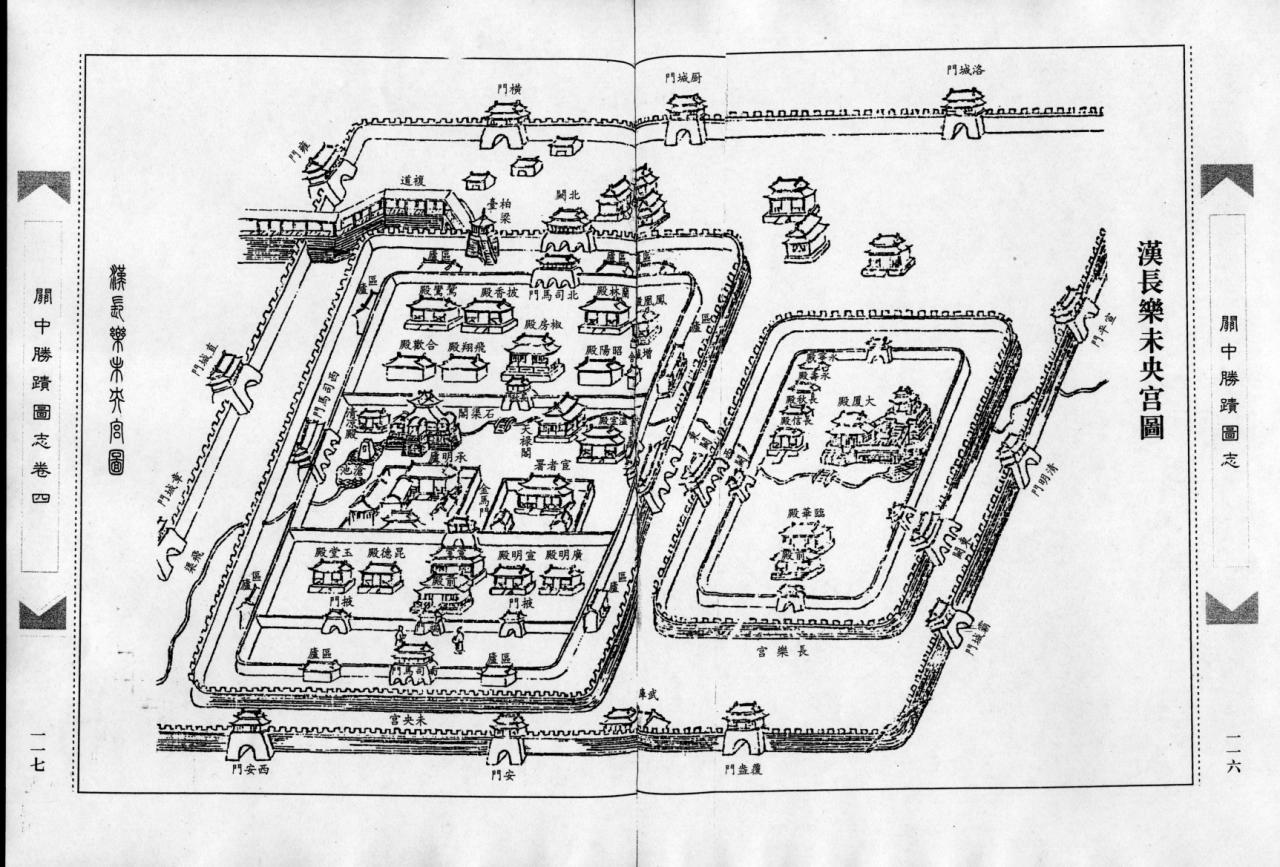
Bản đồ Cung Trường Lạc và Cung Vị Ương thời Hán được vẽ bởi Tất Nguyên thời Nhà Thanh. Các kết quả khảo cổ cho thấy bản đồ này và thực tế có nhiều điểm phù hợp với nhau.

Khởi điểm của Cung Trường Lạc là Cung Hưng Nhạc được xây dựng từ thời Tần Chiêu Vương. Đến Hán Cao Đế năm thứ 5 (năm 202 TCN), Hán Cao Tổ Lưu Ban đã quyết định định đô ở Quan Trung và đã cho xây dựng Cung Trường Lạc trên cơ sở của Cung Hưng Nhạc cũ :107. tháng 2 năm 200 TCN, Cung Trường Lạc chính thức hoàn thành, Hán Cao Đế cũng chuyển vào Trường An . Vì Cung Trường Lạc năm ở phía đông của Cung Vị Ương, nơi này còn được gọi là "Đông Cung". Sau khi Han Cao Đế qua đời, Hán Huệ Đế chuyển vào cung Vị Ương, Lã Hậu chuyển vào Cung Trường Lạc. Kể từ đó, cách bố trí "hoàng đế trụ Vị Ương, mẫu hậu trụ Trường Lạc" (hoàng đế ở Cung Vị Ương, thái hậu ở Cung Trường Lạc) được tiếp nối đến cuối thời Tây Hán. Đến nhà Tân, Vương Mãng đã đổi tên Cung Trường Lạc thành Thường Nhạc Thất. Sau khi Canh Thủy Đế tiến vào Trường An, ông đã ở tại Cung Trường Lạc. Năm Canh Thủy thứ ba (năm 25), quân khởi nghĩa Xích Mi xâm chiếm Trường An sau đó đã thiêu hủy Cung Trường Lạc. Từ đó về sau, không còn có ghi chép nào về cung điện này trong lịch sử .
Vào năm 1961, di chỉ thành Trường An Nhà Hán, bao gồm Cung Trường Lạc) được công nhận là di sản văn hóa quốc gia :357-359. Đến nay, đã có nhiều đợt khai quật tại di chỉ Cung Trường Lạc.

## Bố cục kết cấu
Cung Trường Lạc nằm ở góc đông nam của thành Trường An Nhà Hán, diện tích khoảng 6 km2. Bốn phía có cung thành (tường bao quanh cung điện). Dựa vào các kết quả khảo cổ, chiều dài tường phía đông khoảng 2.280 mét, tường phía nam khoảng 3,280 mét, tường phía tây khoảng 2,150 mét và tường phía bắc khoảng 3,050 mét. Trong đó, tường cung phía bắc và phía nam hơi quanh co. Ở giữa bốn phía cung thành có các cung môn (cửa cung). Cửa cung phía đông và cửa cung phía tây có dấu vết của môn khuyết (kiến trúc dạng tháp lâu thường được xây hai bên cửa vào cung điện, quan ải, đàn miếu,...). Địa thế của Cung Trường Lạc thấp ở phía bắc và cao ở phía nam. Phần lớn ao hồ và vườn đều ở phía bắc. Hệ thống ao hồ ở đây liên thông với hệ thống ao hồ của Cung Vị Ương. Các cung điện bên trong Cung Trường Lạc cũng được đặt tên giống với các cung điện trong Cung Vị Ương (như Tiền Điện, Tiêu Phòng Điện,...)